# Noga wieprzowa
Noga wieprzowa - element handlowy pozyskiwany z tuszy wieprzowej, schłodzony lub zamrożony.
Noga wieprzowa przednia oddzielana jest od golonki przedniej w stawie przedramienno–nadgarstkowym, tak aby kości nadgarstka pozostały przy nodze. W skład nogi wchodzą: kości nadgarstka, śródręczy i palców.
Noga wieprzowa tylna oddzielana jest od golonki tylnej powyżej stawu skokowego, tak aby guz piętowy kości piętowej pozostał przy nodze; szpik kostny nie powinien być odsłonięty. W skład nogi wchodzą: nasada dolna kości goleni, kości stępu wraz z guzem piętowym kości piętowej, kości śródstopia i kości palców. 
Powierzchnia mięsa powinna być czysta, niezakrwawiona, bez przekrwień, zmiażdżonych kości. Niedopuszczalna jest oślizłość, nalot pleśni, ale części rozmrożone mogą być wilgotne. Barwa mięśni jasnoróżowa do czerwonej, dopuszcza się zmatowienia. Barwa tłuszczu biała z odcieniem kremowym lub lekko różowym, w przypadku mięsa i tłuszczu mrożonego dopuszcza się nieznaczne zszarzenie barwy na powierzchni. Zapach swoisty, charakterystyczny dla mięsa świeżego bez oznak zaparzenia i rozpoczynającego się psucia, niedopuszczalny zapach płciowy.